# NGC 134
NGC 134 је спирална галаксија у сазвежђу Вајар која се налази на NGC листи објеката дубоког неба.
Деклинација објекта је - 33° 14' 42" а ректасцензија 0h 30m 21,8s. Привидна величина (магнитуда) објекта NGC 134 износи 10,4 а фотографска магнитуда 11,2. Налази се на удаљености од 19,031 милиона парсека од Сунца. NGC 134 је још познат и под ознакама ESO 350-23, MCG -6-2-12, AM 0027-333, IRAS 00278-3331, PGC 1851.